# Tustin
Tustin je město ve Spojených státech amerických. Nachází se v okrese Orange County ve státě Kalifornie. Ve městě žije přibližně 80 tisíc obyvatel a jeho rozloha činí 28,7 km². Na jihu a východě sousedí s městem Irvine, na severu s městy North Tustin a Orange a na západě s městem Santa Ana.
Leží v nadmořské výšce asi 40 m n. m. Město je někdy označováno jako Město stromů díky různým druhům stromů (typicky dubů), které v oblasti rostou. Město se nachází v oblasti se středomořským podnebím.